# Rose Matafeo
Rose Catherine Lettitia Matafeo (/ˌ m æ t ə ˈ f eɪ oʊ / ), née le 25 février 1992)  est une comédienne, actrice et présentatrice de télévision néo-zélandaise. Elle a été écrivaine et interprète dans l'émission humoristique de fin de soirée néo-zélandaise Funny Girls. En 2018, elle a remporté le Edinburgh Comedy Award du meilleur spectacle au Edinburgh Festival Fringe pour son spectacle Horndog .

## Jeunesse
Rose a grandi à Ponsonby, Auckland, Nouvelle-Zélande et a fréquenté la Auckland Girls' Grammar School, où elle était directrice . Elle a deux frères aînés. Son père est samoan et sa mère est d' origine écossaise et croate,. Ses parents sont rastafariens et Matafeo a décrit son éducation comme « assez détendue »,.
À l'âge de 15 ans, Matafeo a commencé à faire du stand-up via la plateforme du programme Class Comedians mis en place par le New Zealand Comedy Trust, et a remporté le prix Nailed It on the Night au New Zealand Festival international de la comédie en 2007. Depuis, elle est une habituée du festival.
Adolescente, Matafeo a participé aux forums de discussion de Franz Ferdinand, exprimant son engouement pour le chanteur Alex Kapranos, jusqu'à ce qu'elle soit expulsée pour « être trop osée ».

## Carrière
Depuis l'obtention de son diplôme du programme Class Comedians, elle a remporté le prix du meilleur nouveau venu au New Zealand International Comedy Festival 2010. Elle est devenue l'animatrice de l'émission de festival de comédie populaire Fanfiction Comedy en 2012. Elle a eu du succès avec ses spectacles d'humour solo au festival : Life Lessons I've Learned from the 60s Based on Things I've Seen on Television (2011), Scout's Honor (2012) et The Rose Matafeo Variety Hour (2013).
Elle a remporté le Billy T Award, qui reconnaît le potentiel des comédiens néo-zélandais prometteurs, pour The Rose Matafeo Variety Hour en 2013, après avoir été nommée pour son émission Scout's Honor en 2012,. Son spectacle de 2014 au festival s'intitulait Pizza Party. En 2015, elle a présenté un spectacle en duo au Edinburgh Festival Fringe avec Guy Montgomery intitulé Rose Matafeo et Guy Montgomery Are Friends. Le 25 août 2018, elle a remporté le Edinburgh Comedy Award du meilleur spectacle au Edinburgh Festival Fringe, pour son spectacle Horndog, récoltant un prix de 10 000 £. Elle a été la première personne de couleur à remporter le prix prestigieux pour une exposition solo et la première Néo-Zélandaise. Seules, quatre autres comédiennes solo féminines avaient remporté le prix avant elle.
Elle est présentatrice de télévision et animatrice de U Live, diffusée sur la chaîne TVNZ U du 13 mars 2011 au 31 août 2013, date à laquelle la chaîne a pris fin. À la fin de TVNZ U, elle a assumé un nouveau rôle d'écrivain pour Jono et Ben à Ten, une émission satirique d'actualités et de sketchs humoristiques. Elle a co-créé et joué dans l'émission humoristique néo-zélandaise Funny Girls pendant trois saisons de 2015 à 2018. Elle joue le rôle de Talia dans la comédie ABC Squinters depuis 2018.
Matafeo est apparu sur Jon Richardson : Ultimate Worrier en tant qu'enquêteur sur des sujets inquiétants, et est également apparue avec Richardson dans 8 Out of 10 Cats Does Countdown (S19, Ep1), pour Channel 4 TV en janvier 2020. Elle a participé à la troisième série de House of Games de Richard Osman et à la neuvième série de Taskmaster. Après avoir tourné en tant que comédienne de stand-up pendant dix ans, Matafeo a déclaré en 2018 qu'elle voulait « faire une pause dans la comédie d'une heure » et plutôt jouer plus, écrire plus et aussi réaliser. Elle a  réalisé cinq épisodes de la comédie télévisée néo-zélandaise Golden Boy en 2019.
Elle a fait ses débuts à la télévision américaine en tant que comédienne dans le talk-show de Conan O'Brien Conan sur TBS le 9 mai 2019.
En 2019, elle est apparue sur Dave dans l'émission Hypothetical de Josh Widdicombe.
Elle anime le podcast Boners of the Heart, avec la comédienne et écrivaine Alice Snedden sur le Little Empire Podcast Network. Elle était invitée sur le podcast The Guilty Feminist de Deborah Frances-White et sur le podcast RHLSTP avec Richard Herring.
En 2019, Rose Matafeo s'est essayée à la réalisation pour quelques épisodes de la première saison d'une sitcom néo-zélandaise appelée Golden Boy pour TV3. En 2020, elle est revenue sur le plateau de Golden Boy lors de la deuxième saison en tant que l'un des acteurs de soutien[réf. nécessaire].
En juillet 2020, Matafeo a rejoint Guy Montgomery dans l'émission humoristique Tiny Tour of Aotearoa voyageant à travers la Nouvelle-Zélande.
Le 20 août 2020, la comédie spéciale Horndog de Matafeo est sortie sur HBO Max. En mars 2019, elle a été choisie pour jouer le rôle principal de son premier long métrage, Baby Done. Sa co-star est Matthew Lewis, qui a joué Neville Londubat dans la série de films Harry Potter. Le film comique est produit par Thor: Ragnarok and Hunt pour le réalisateur de Wilderpeople Taika Waititi et est sorti en 2020. En avril 2021, Starstruck, une comédie romantique en 12 épisodes créée par et mettant en vedette Rose Matefeo, a été diffusée sur la BBC (Royaume-Uni), HBO (États-Unis) et TVNZ (Nouvelle-Zélande),, et sur Canal + en France. Co-écrit par Rose Matafeo et Alice Snedden, le casting comprend l'acteur Nikesh Patel, dans le rôle de Tom ; son personnage  en tombe amoureuse. Le tournage de la première série a été retardé en raison de la pandémie de COVID, mais une deuxième saison a été commandée avant même que le tournage de la première saison ait commencé.

## Vie privée
Rose Matafeo vit en partie à Londres. Lorsqu'elle a déménagé pour la première fois au Royaume-Uni en 2015, elle a partagé un appartement à Shepherd's Bush avec le comédien Nish Kumar, avant d'emménager avec son petit ami de l'époque, le comédien James Acaster,. Le comédien et futur ancien élève de Taskmaster Richard Herring vivait dans une maison derrière la leur. Rose Matafeo était en couple avec Acaster de 2014 à 2017, ; elle y fait référence dans son spécial HBO Max, Horndog. Elle est fan de Burt Bacharach, et a nommé son chat Bert Bachacat en son honneur.
L'un de ses nombreux hobbys est le mukbang : en juillet 2018, elle a décidé de se lancer dans la réalisation de sa propre vidéo de mukbang avec l'aide de The Spinoff et de plats à emporter achetés chez Double Happy Takeaways à Auckland . Elle mentionne que, pendant le tournage, l'un de ses « mukbangers » préférés est le YouTuber KEEMI.
Elle est partisane du parti vert d'Aotearoa en Nouvelle-Zélande et devait organiser le lancement de sa campagne pour les élections générales de 2020, mais on l'a invitée à se retirer de ce rôle.

## Filmographie
| An   | Titre                | Rôle              | Remarques          |
| ---- | -------------------- | ----------------- | ------------------ |
| 2018 | The Breaker Upperers | Poussin de caisse |                    |
| 2020 | Bébé fait            | Zoé               | Actrice principale |

## Télévision
| An        | Titre                                | Rôle                                          | Remarques                                                     |
| --------- | ------------------------------------ | --------------------------------------------- | ------------------------------------------------------------- |
| 2010–2018 | 7 jours                              | Autonome - Membre de l'équipe                 | 11 épisodes                                                   |
| 2012      | Protecteurs de poche                 | Sam (voix)                                    | Série animée                                                  |
| 2013      | Meilleurs morceaux                   | Auto-co-hôte                                  | 4 épisodes                                                    |
| 2013      | Les miettes                          | Détective Tickleberry / Joan Cornfield (voix) | Série animée                                                  |
| 2013-2014 | Auckland Daze                        | Rose                                          | 2 épisodes                                                    |
| 2015-2018 | Filles drôles                        | Rose                                          | Distribution principale (15 épisodes). Scénariste (1 épisode) |
| 2017      | atteint son paroxysme                | Hannah                                        | 1 épisode : Quand il ne peut pas comprendre l'allusion        |
| 2017      | W1A                                  | Chloe                                         | 2 épisodes                                                    |
| 2017      | Les bandits aux pieds nus            | Gélatine (voix)                               | Série animée. 1 épisode : Trop de Tumeke                      |
| 2018      | Temp                                 | Rose                                          | Mini-série. Aussi écrivain                                    |
| 2018      | Jon Richardson : l'inquiétant ultime | Auto-invité                                   | 4 épisodes                                                    |
| 2018-2019 | Squinters                            | Talia                                         | Distribution principale (12 épisodes)                         |
| 2019      | Hypothétique                         | Auto-invité                                   | Série 1, épisode 2                                            |
| 2019      | Tyran                                | Auto-concurrent                               | Série 9, 10 épisodes                                          |
| 2020      | Horndog                              | Soi                                           | Spécial comédie                                               |
| 2020      | Garçon d'or                          | Ruth                                          | 7 épisodes. Également réalisatrice pour 5 épisodes.           |
| 2020      | La maison des jeux de Richard Osman  | Auto-concurrent                               | Série 3, 5 épisodes                                           |
| 2021      | Pixels morts                         | Marguerite                                    | 3 épisodes : Raid Boss, Mission et Flanks/Yams                |
| 2021      | Starstruck                           | Jessy                                         | Rôle principal, créateur, écrivain (6 épisodes)               |
| 2021      | Paysagiste de l'année                | Auto-concurrent                               | Série 7, épisode 9                                            |